# (400427) 2008 CD154
(400427) 2008 CD154 es un asteroide perteneciente al cinturón de asteroides, región del sistema solar que se encuentra entre las órbitas de Marte y Júpiter, descubierto el 9 de febrero de 2008 por el equipo del Spacewatch desde el Observatorio Nacional de Kitt Peak, Arizona, Estados Unidos.

## Designación y nombre
Designado provisionalmente como 2008 CD154. 

## Características orbitales
2008 CD154 está situado a una distancia media del Sol de 2,747 ua, pudiendo alejarse hasta 2,980 ua y acercarse hasta 2,513 ua. Su excentricidad es 0,085 y la inclinación orbital 7,287 grados. Emplea 1663,07 días en completar una órbita alrededor del Sol.

## Características físicas
La magnitud absoluta de 2008 CD154 es 16,9. 